# Vogogna
Vogogna – miejscowość i gmina we Włoszech, w regionie Piemont, w prowincji Cusio Ossola.
Leży około 20 kilometrów na północny zachód od Verbanii.
Według danych na rok 2004 gminę zamieszkiwały 1702 osoby, 113,5 os./km².
Osiedla odległe (frazioni) w obrębie gminy obejmują Prata, Dresio i Genestredo.